# Woldeck (Adelsgeschlecht)

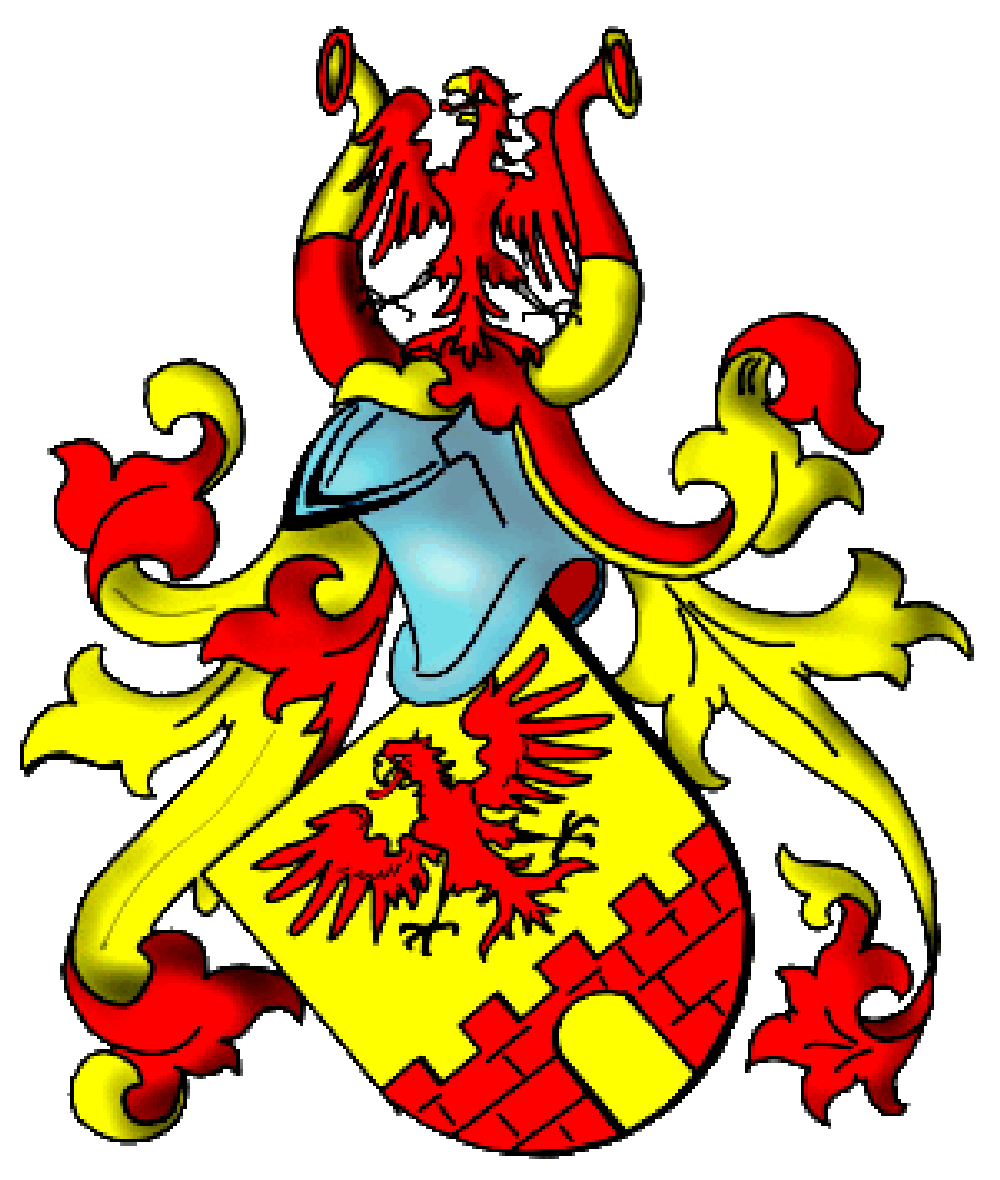
Wappen derer von Woldeck

Woldeck (auch Völdiken, Woldege(n), Woldegge, Woldegghe, Woldeke, Woldekke, Woldike, Welldeck, Wolldeke und Wolldeck) ist der Name eines altmärkischen Uradelsgeschlechts. 

## Geschichte
Das Geschlecht erscheint erstmals urkundlich am 1. Mai 1230 mit dem Ritter Heinricus de Woldegen. Den Beinamen „von Arneburg“ erhielt es in der Zeit des Kurfürsten Joachim I. von Brandenburg. Aus dem Haus Gnevicko gelangten die Brüder Alexander Friedrich und Hans Christoph von Woldeck zu Generalswürden. Aus dem Haus Storkow wurde George Woldeck von Arneburg Generalmajor und Chef eines Kürassierregiments.

## Güter

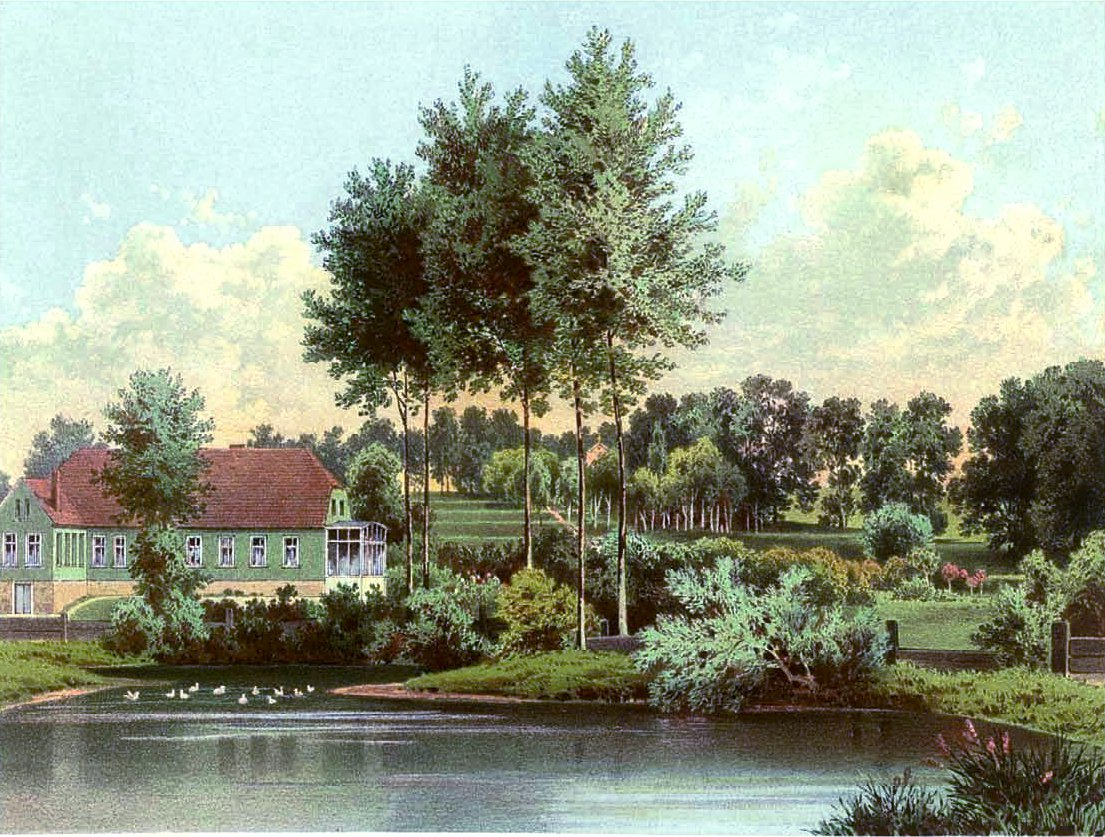
Rittergut Wottnogge um 1860, Sammlung Alexander Duncker

Das Geschlecht besaß in der Priegnitz die Güter in Gnevicko und Vehlow; in der Altmark gehörte ihnen Storkow, Ähre, Polkritz, Klöden und Rohrbeck. 1847 erwarb Oskar Woldeck von Arneburg das Rittergut Wottnogge in Pommern. 

## Wappen
Das Wappen zeigt in Gold auf einer roten, mit einem Tor versehenen Mauer ein roter Adler. Auf dem Helm mit rot-goldenen Decken der rote Adler zwischen zwei von Gold über Rot übereck geteilten Büffelhörnern.

## Bekannte Familienmitglieder

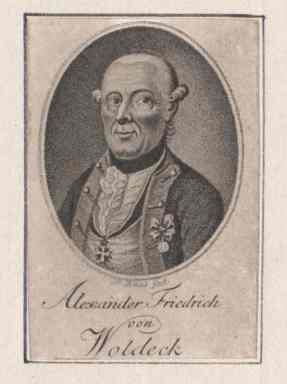
Alexander Friedrich von Woldeck

- Hans Christoph von Woldeck (1712–1789), preußischer Generalleutnant
- Hans Georg Woldeck von Arneburg (1712–1785), preußischer Generalmajor
- Heinrich Joachim Woldeck von Arneburg (* 1718), Landrat des Kreises Marienwerder
- Alexander Friedrich von Woldeck (1720–1795), preußischer Generalleutnant
- Carl Christian Casimir Woldeck von Arneburg (1757–1813), Landrat in Stendal
- Charlotte von Woldeck (1781–1863), Ehefrau von Heinrich Menu von Minutoli
- Wilhelm Woldeck von Arneburg (1838–1877), Landrat in Schwetz und Plön